# 国立療養所奄美和光園
国立療養所奄美和光園（こくりつりょうようじょあまみわこうえん、National Amami-wakoen Sanatorium）は、鹿児島県奄美市に位置する国立ハンセン病療養所。日本の厚生労働省の施設等機関である。

## 沿革
- 1943年4月、奄美和光園（定床100床）設立
- 1946年2月2日、いわゆる2・2宣言により奄美群島は沖縄と共に、米軍の統治下による奄美群島政府行政となる、奄美群島政府に移管[1]
- 1983年3月、皮膚科を中心とした一般外来診療開始
- 1996年3月27日、「らい予防法」廃止[2]

## 規模
- 敷地：129，284平方メートル
- 入所者患者数・登録患者数：64名（2006年）
- 職員定員：101名

医師不足のため、東京都の国立国際医療センター戸山病院から若手の医師を3カ月交替で派遣してもらっている。
- 標榜診療科：内科・外科・整形外科・皮膚科・眼科・耳鼻咽喉科・歯科
  - 外来保険診療：皮膚科

## 所在地
- 鹿児島県奄美市名瀬和光町1700